# 熊坤
熊坤（？年—？年），字叔厚，江西高安人，清朝政治人物、進士出身。
光緒三十年，會試第202名；殿試登進士二甲16名，授以主事分部學習。歷充刑部主事、郵傳部主事，后送往日本法政大学速成科第五班。中华民国成立后，江西省議會議員，曾任安福国会众议院议员。